# Cerova (Pirot)
Pour les articles homonymes, voir Cerova.
Cerova (en serbe cyrillique : Церова) est un village de Serbie situé dans la municipalité de Pirot, district de Pirot. Au recensement de 2011, il comptait 95 habitants.

## Démographie
| 1948 | 1953 | 1961 | 1971 | 1981 | 1991 | 2002 | 2011 |
| ---- | ---- | ---- | ---- | ---- | ---- | ---- | ---- |
| 733  | 719  | 639  | 564  | 410  | 250  | 171  | 95   |

|  |